# New Kensington
New Kensington es una ciudad ubicada en el condado de Westmoreland en el estado estadounidense de Pensilvania. En el año 2000 tenía una población de 14,701 habitantes y una densidad poblacional de 1,336.4 personas por km².

## Geografía
New Kensington se encuentra ubicada en las coordenadas 40°34′6″N 79°45′30″O / 40.56833, -79.75833.

## Demografía
Según la Oficina del Censo en 2000 los ingresos medios por hogar en la localidad eran de $30,505 y los ingresos medios por familia eran $37,952. Los hombres tenían unos ingresos medios de $31,164 frente a los $11,683 para las mujeres. La renta per cápita para la localidad era de $16,152. Alrededor del 13.7% de la población estaba por debajo del umbral de pobreza.